# Johan Rantzau (1650-1708)
 Der er flere personer med dette navn, se Johan Rantzau (flertydig).
Johan Rantzau (1650 på Estvadgård – 17. december 1708 i Bruxelles) var en dansk officer og godsejer, bror til Jørgen Rantzau og far til Christian Rantzau-Friis.

## Karriere
Han var søn af oberst Frants Rantzau til Estvadgård (ca. 1620-1676, gift 2. gang 1660 med Helle Urne (død 1688, gift 2. gang med Morten Skinkel, død 1679, gift 3. gang 1685 med hofjægermester Hans Arenfeldt til Rugård, død 1689)) og Lisbeth Rosenkrantz (1631-1657).

### Den Skånske Krig og Den Store Nordiske Krig
I begyndelsen af Den Skånske Fejde var Rantzau ritmester og var i Christian V's følge, da denne 5. november 1676 i omegnen af Helsingborg foretog et rask lille angreb på en svensk ryttervagt, som han tilfældig stødte på. Kort efter fik Rantzau kompagni ved Livgarden til Hest og havde bl.a. 8. august 1678 en smuk affære mod en betydelig overlegen fjendtlig styrke. I løbet af få måneder steg han derpå til major, oberstløjtnant og endelig til oberst og chef for rostjenesten. Da dette regiment blev opløst efter freden i Lund, fik Rantzau 1680 i dets sted 1. Sjællandske Rytterregiment, som han beholdt, indtil han 1698 blev generalmajor; brigader var han blevet allerede 1693.
Under felttoget i Slesvig og Holsten 1700 kommanderede Rantzau tillige med Carl Rudolph af Württemberg-Neuenstadt først et til dækning af monarkiets sydgrænse opstillet korps, siden felthærens kavaleri. Samme år fik han inspektion over de nationale rytterregimenter i Danmark, men allerede den påfølgende sommer blev han sendt til Nederlandene med de danske hjælpetropper.

### Den Spanske Arvefølgekrig
Rantzaus navn er ligesom hans broder Jørgens uadskillelig knyttet til den berømmelse, disse tropper vandt i Den Spanske Arvefølgekrig. I modsætning til den da ret gængse teori, at rytteriet "flittig skulde bruge sit Skydevaaben", holdt han på, at angrebet skulle føres med det blanke værge, og ved sine indhug, særlig i slagene ved Höchstädt (1704) og Ramillies (1706), beviste han på en glimrende måde rigtigheden af sit princip.
Da Rantzau drog hjemmefra, havde kongen lovet ham et regiment, når der blev et ledigt, og 1703 blev han da Mathias Numsens efterfølger som chef for 2. Sjællandske Rytterregiment. 1705 fik han generalløjtnants karakter med anciennitet fra året forud. Efter slaget ved Höchstädt havde der nemlig fundet talrige forfremmelser sted ved de andre kontingenter, hvoraf den allierede armé var sammensat, og Rantzau var derved kommet til at rangere efter en del af sine tidligere undermænd. Dette ville han ikke finde sig i, og da Frederik IV ikke ville forfremme ham, forlangte han sin afsked. Kongen føjede ham så og gjorde ham til generalløjtnant, mod at han skriftlig forpligtede sig til i Danmark at træde tilbage for dem, der som generalmajorer var ældre end ham. Tilmed skænkede kongen ham samtidig Dannebrogordenen. Rantzau deltog endnu i felttogene 1707 og 1708, men klagede jævnlig over sit helbred, og sidst anførte år, 17. december, afgik han ved døden i Brüssel.

## Vurdering
Rantzau var ikke blot en fremragende tapper og dygtig rytterfører, men også i andre henseender en ualmindelig tiltalende personlighed. Den djærvhed, jævnlig parret med Humor, hvormed han udtrykker sig i sine talrige breve til kongen og overkrigssekretæren, gør et forfriskende indtryk på en tid, da den nylig indførte enevælde havde fremavlet så megen uselvstændighed og servilitet; og samtidig afspejler brevene hans lyse hoved, hans varme hjerte og hans gode danske sindelag. Af hensyn til hans holstenske slægtsnavn er dette sidste ikke overflødigt at bemærke; men hans forfædre havde også i tre led været bosatte i Danmark og hentet sig deres fruer blandt den danske adel. Rantzaus breve er derfor næsten alle skrevne i det danske sprog, medens så mange andre, med danske navne, benyttede det tyske. Han var fremdeles en mand med videnskabelig dannelse og litterære interesser; han stod i personligt venskabsforhold til mange af datidens danske lærde og understøttede dem, der trængte dertil.
Ligesom broderen Jørgen gjorde han en stor indsats for at forfremme dygtige danskfødte officerer, både "for Sprogets Skyld og deres Lemfældighed at omgaas de Gemene".
Ved arv og køb blev Johan Rantzau ejer eller medejer af Ørslev Kloster, Bidstrup, Bramming, Frydendal og Clausholm og boede især på Frydendal og Bidstrup.

## Ægteskaber
Rantzau blev gift 1. gang 17. september 1678 med Christiane Barbara Friis (2. november 1652 på Clausholm – 26. august 1679 i Hamborg), datter af løjtnant, senere oberst Hans Friis (1625-1697) og Helvig Ottesdatter Marsvin (ca. 1612-1678). Gift 2. gang 1680 (vielsesbrev 2. august) med Sophia Amalia Friis (12. februar 1651 i København – 23. (24.) oktober 1696 på Frydendal), datter af ritmester, senere oberst og felttøjmester Christian Friis til Lyngbygård (1617-1657) og Øllegaard Gyldenstierne (død 1697).
Foruden to døtre, af hvilke den ene var gift med general, Grev Christian Frederik von Levetzau efterlod Rantzau en søn, Christian Rantzau-Friis.
Han blev begravet i Sankt Nikolaj Kirke i København.